# Дьяков, Кирилл Максимович
Кири́лл Макси́мович Дья́ков (род. 21 мая 1993, Нижний Тагил, Свердловская область) — российский хоккеист, защитник.

## Карьера
Начал профессиональную карьеру в 2010 году в составе ярославского клуба Молодёжной хоккейной лиги «Локо». В дебютном сезоне провёл два матча, не набрав ни одного очка. В следующем году на драфте КХЛ был выбран во 2 раунде под общим 47 номером ханты-мансийской «Югрой», однако из-за того, что у клуба не было своего представителя в МХЛ, сезон 2010/11 он провёл в московских «Крыльях Советов». Начав сезон в молодёжной лиге, в середине года был вызван в основу клуба ВХЛ, где за оставшуюся часть сезона он набрал 7 (3+4) очков в 27 проведённых матчах.
25 июля 2011 года руководство «Югры» объявило о том, что Дьяков возвращается в систему клуба. Сезон 2011/12 вновь начал в МХЛ в составе клуба «Мамонты Югры», а 3 декабря в матче против челябинского «Трактора» дебютировал в Континентальной хоккейной лиге, проведя на площадке чуть больше минуты.

## Статистика
| Легенда | Легенда                    | Легенда | Легенда                   | Легенда | Легенда    |
| ------- | -------------------------- | ------- | ------------------------- | ------- | ---------- |
| И       | Количество проведённых игр | Штр     | Штрафное время            | +/−     | Плюс-минус |
| Г       | Голы                       | П       | Голевые передачи          | О       | Очки       |
| -       | Статистика неизвестна      | —       | Статистика не учитывалась |         |            |

### Клубная карьера
- a В «Плей-офф» учитывается статистика игрока в Кубке Надежды.

## Достижения

### Командные
Юниорская карьера
- 2013 — Мамонты Югры — Бронзовый призёр МХЛ

В сборной
- 2013 — бронзовый призёр молодёжного чемпионата мира